# Nupserha rufulipennis
Nupserha rufulipennis är en skalbaggsart som beskrevs av Stefan von Breuning 1963. Nupserha rufulipennis ingår i släktet Nupserha och familjen långhorningar. Inga underarter finns listade i Catalogue of Life.